# Sebastiani-mauzóleum
A Sebastiani-mauzóleum a budapesti Fiumei úti sírkert egyik nagy méretű síremléke volt.

## Története
Az 1849-ben megnyílt új temető kerítéseinél falsírboltokat alakítottak ki, ahová jellemzően gazdag és/vagy híres emberek temetkeztek.
A temető négy sarkán négy nagy mauzóleumot emeltek, ezek egyike volt az északnyugati sarkra épült Sebastinani-mauzóleum (falsírboltok, B52). A Sebastiani-család Korzika szigetéről származott, és kereskedésből az 1870-es évekre jelentős vagyonra tett szert. Az ő mauzóleumuk épült elsőként a négy sarkon álló mauzóleum közül, és az egyetlen, amely az Osztrák–Magyar Monarchia kora (1867–1918) előtti városi elit körhöz kapcsolható.
A Sebastiani-mauzóleum évtizedek óta használaton kívül áll, még az ajtaját is befalazták. A belsejéről készült fényképek arról tanúskodnak, hogy falai valamikor gazdagon díszítettek lehettek, azonban az idők során ezek is lepusztultak. A mauzóleum két oldala mellett egy-egy oszlop állít  emléket Gerenday Józsefnek és Jordán Ernesztinának.
2013 óta a teljes temető műemléki védelem alatt áll, beleértve a falsírboltokat is. Az általánosságokon túl a 2. melléklet a 42/2013. (VIII. 9.) BM rendelethez ezen felül – többek között – a Sebastiani-mauzóleumot külön is nevesíti.

## Képtár

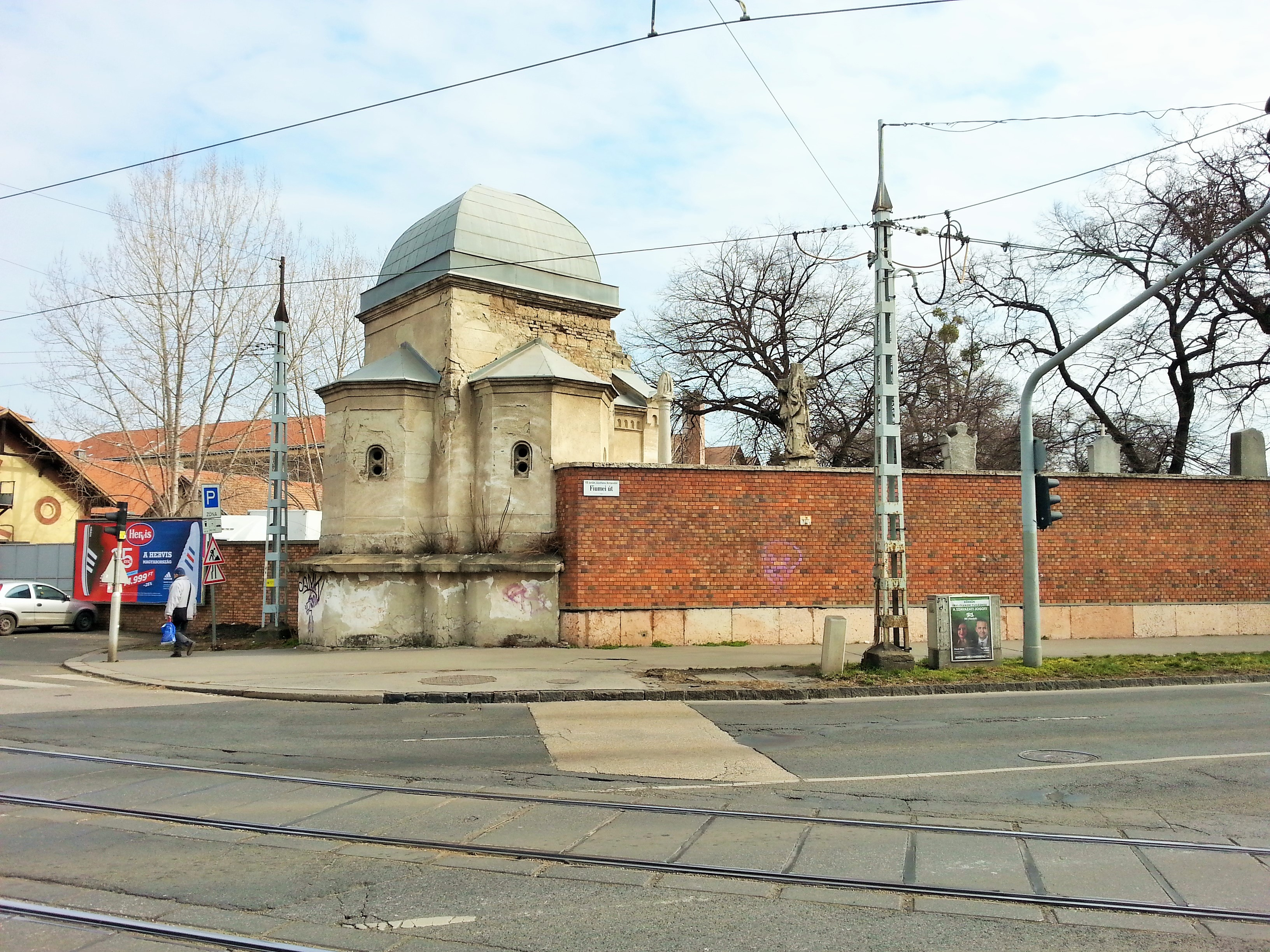
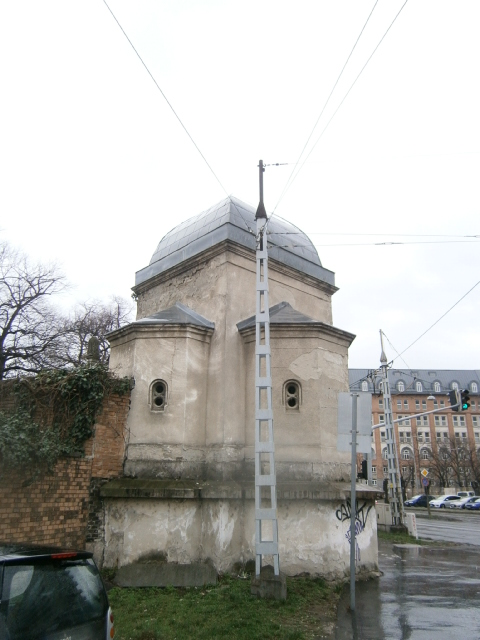
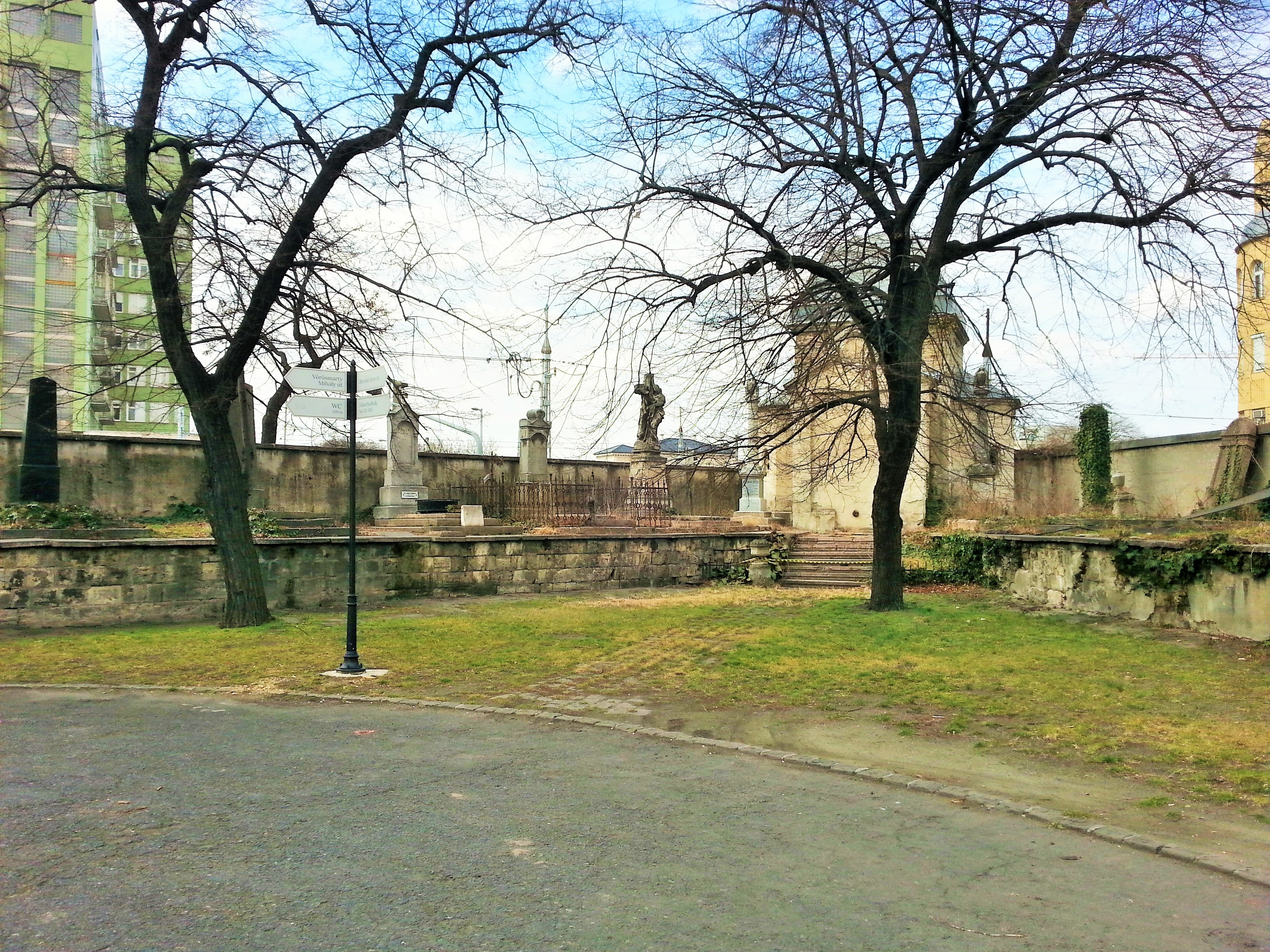
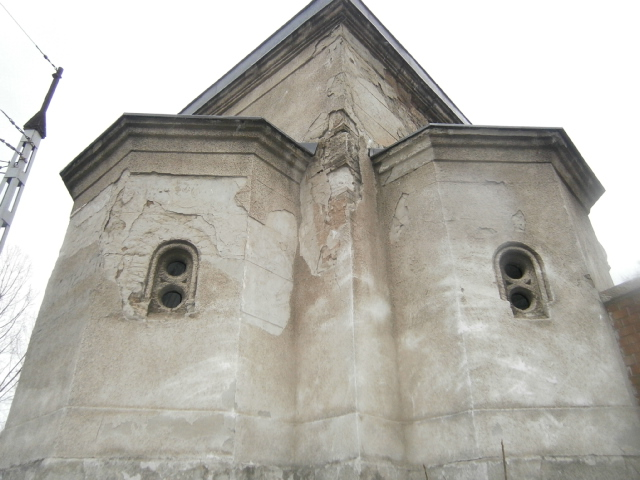
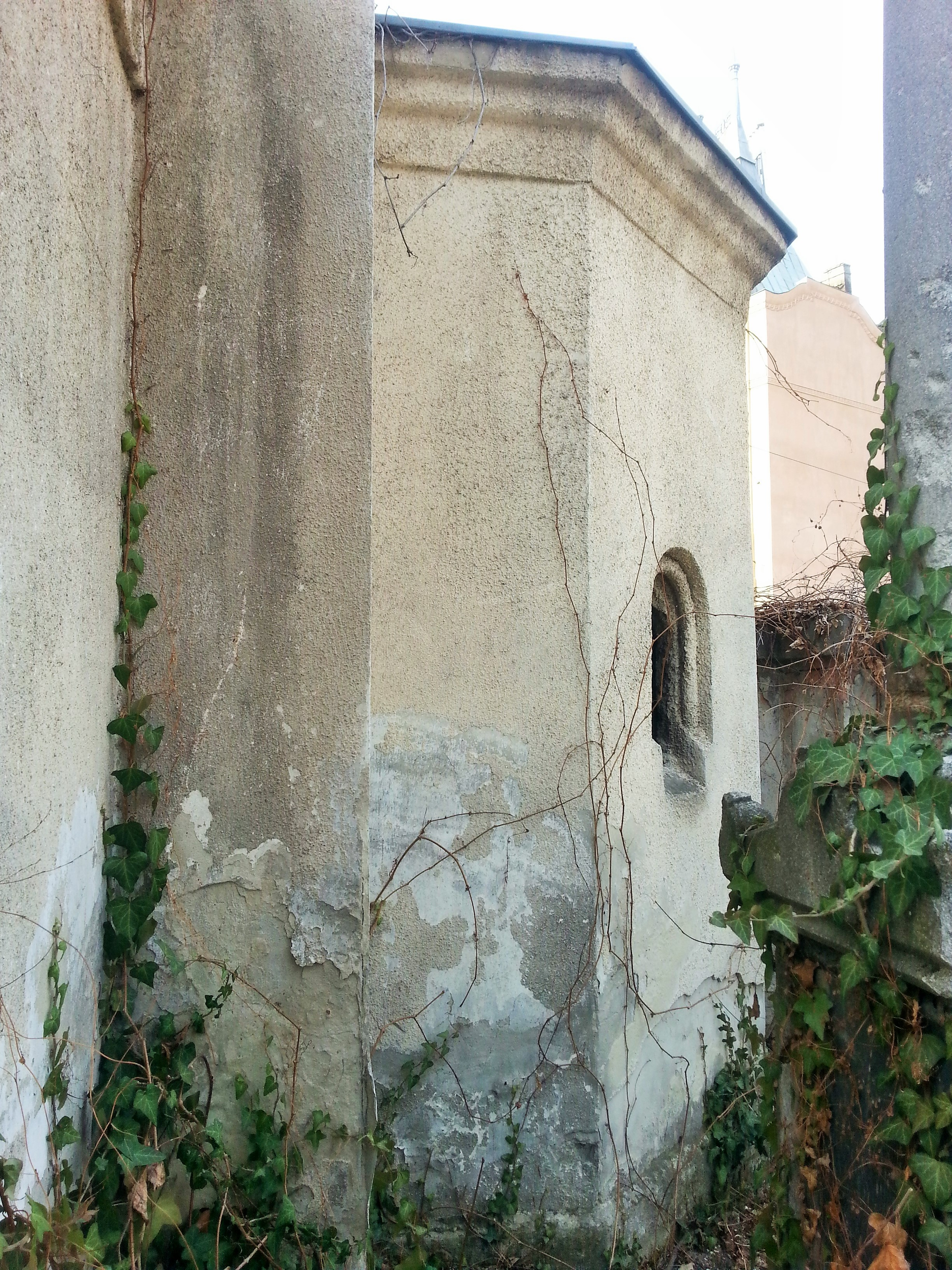
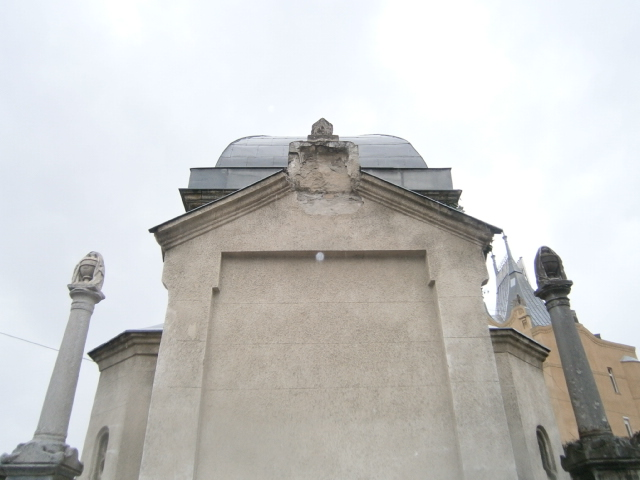
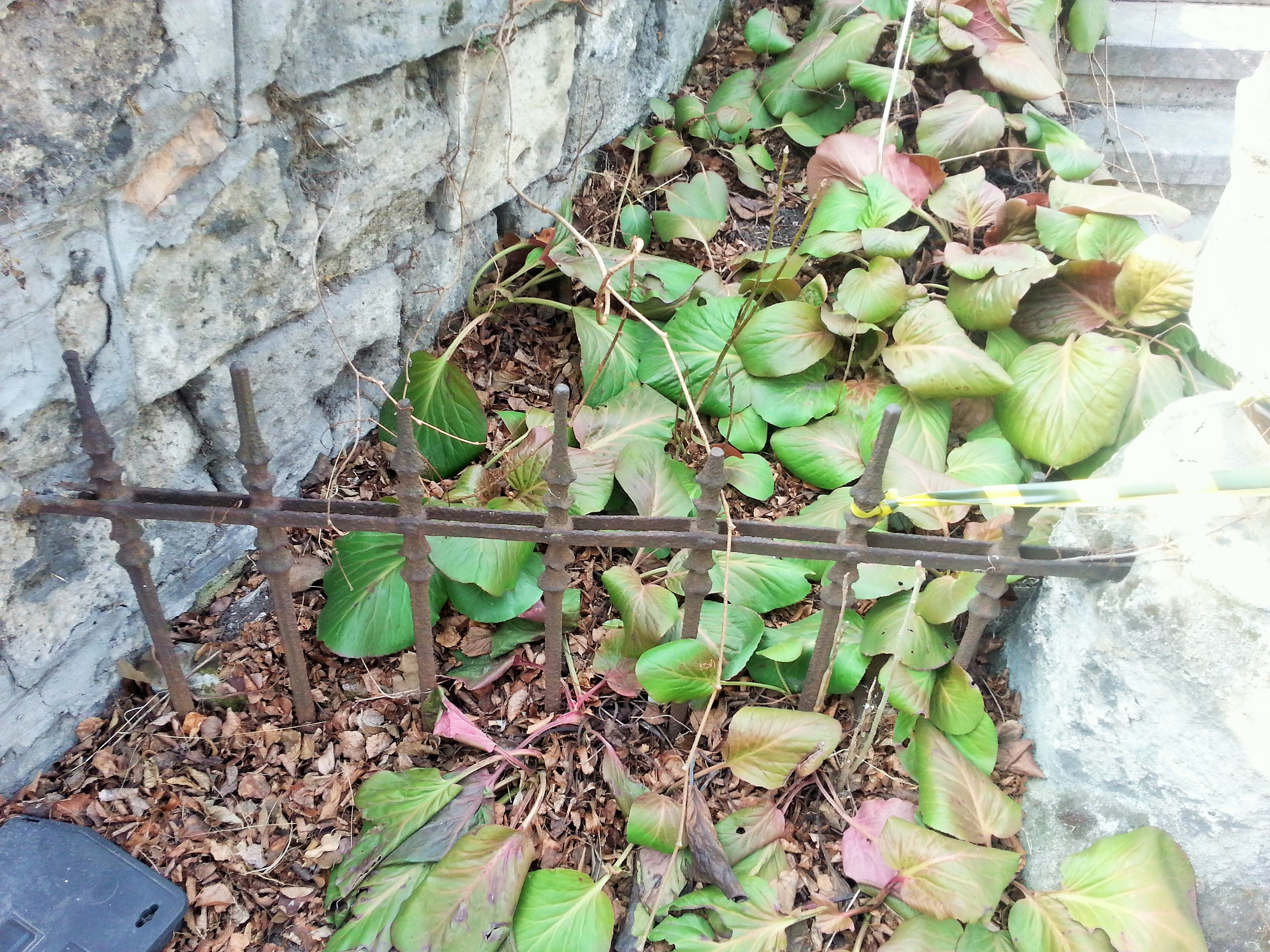
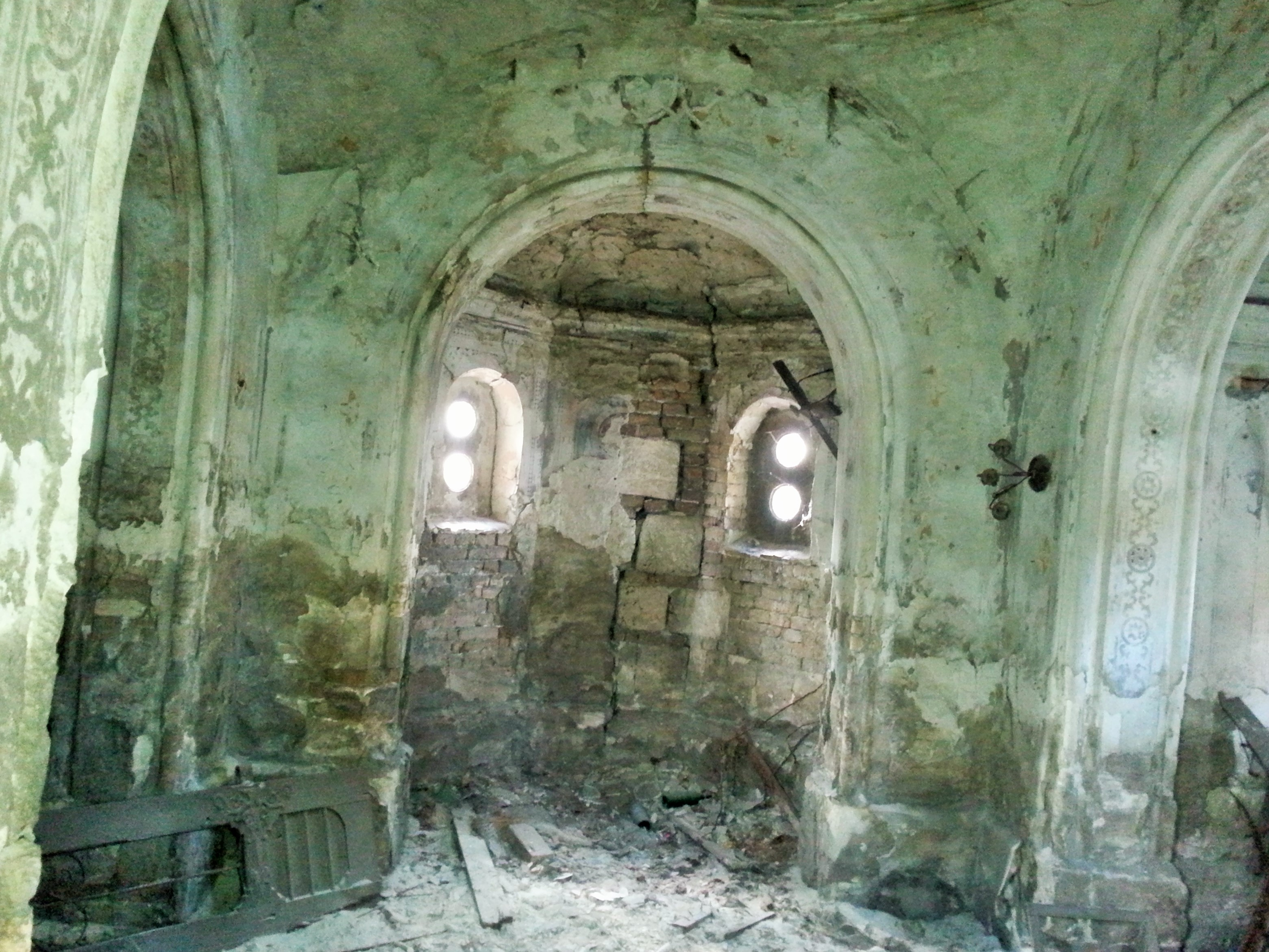
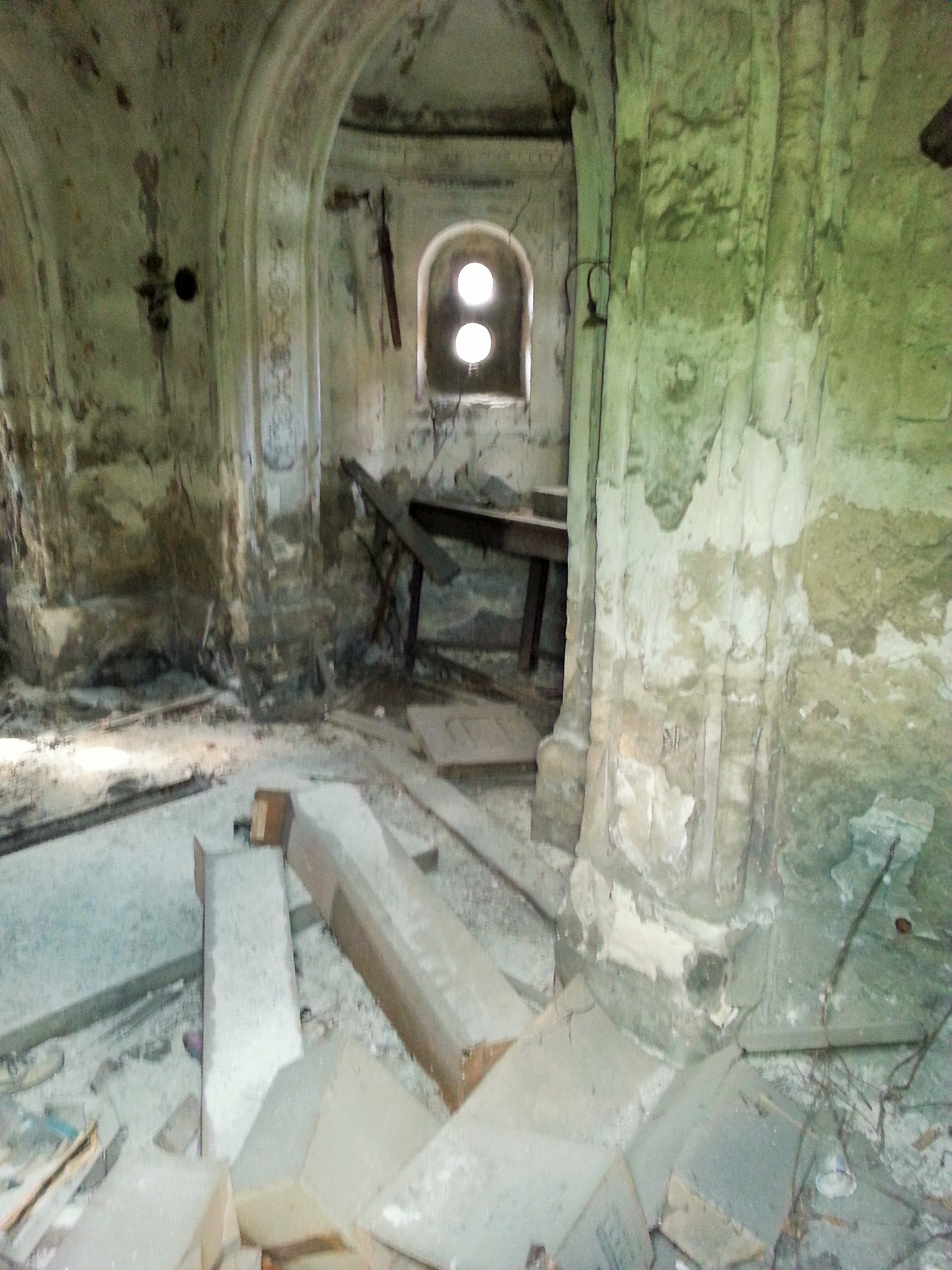